# Gouvernement du Cameroun
Le gouvernement du Cameroun (en anglais : Government of Cameroon), conduit la politique de la république du Cameroun.

## Pouvoir de l'État
En république du Cameroun, le président de la République et le Parlement exercent le « pouvoir de l'État » conformément à l'article 4 de la Constitution camerounaise.

## Pouvoir exécutif
Le pouvoir exécutif appartient au président et au gouvernement.

### Le président de la République
Une élection présidentielle détermine le président de la République. Les élections présidentielles ont lieu tous les sept ans et le vote se fait au suffrage direct, égal et secret. Le président est élu à la majorité des suffrages exprimés pour un mandat de sept ans renouvelable une seule fois. (Constitution du Cameroun : Article 6). Le président de la République définit la politique de la nation, nomme les fonctionnaires du gouvernement et autres hauts responsables administratifs et définit leur fonction par rapport à la politique qu'il définit ; le président de la République met fin à ces nominations.

### Le gouvernement
Il est du devoir du gouvernement de mettre en œuvre la politique de la nation. (Constitution du Cameroun : Article 11) Le Premier ministre et le Conseil des ministres dirigent le gouvernement. Le Premier ministre est nommé par le Président de la République et le Conseil des ministres est composé de ministres également nommés par le président de la République sur proposition du Premier ministre. Les pouvoirs du président de la République peuvent être délégués par celui-ci au Premier ministre, à l'un quelconque des ministres ou des hauts fonctionnaires de l'État, ministre dans le cadre de leurs programmes respectifs (Constitution du Cameroun : article 10).
Conformément à l'article 14 de la Constitution de 1996 (loi n° 96-06 du 18 janvier 1996), le pouvoir législatif appartient au Parlement qui se compose de l'Assemblée nationale (chambre basse) et du Sénat (chambre haute). Le Parlement dispose d'un pouvoir législatif dans les matières relatives (a) aux droits, garanties et obligations fondamentaux du citoyen ; (b) au statut des personnes et au régime de la propriété ; (c) à l'organisation politique, administrative et judiciaire ; (d) aux matières financières et patrimoniales suivantes ; (e) à la programmation des objectifs de l'action économique et sociale ; et (f) au système éducatif du pays - Article 26. Toutefois, en application de l'article 28 de la Constitution de 1996, le Parlement peut habiliter le président de la République à légiférer par voie d'ordonnance pour une durée limitée et pour des objets déterminés. Ces ordonnances sont déposées sur le bureau de l'Assemblée nationale et du Sénat en vue de leur ratification dans le délai fixé par la loi d'habilitation.

## Administration publique
Les nombreuses administrations existant au Cameroun peuvent être considérées comme le gouvernement chargé de la politique de la nation dans le cadre de leurs fonctions respectives.
- Ministère des Affaires sociales : à la suite du décret n°75/467 du 28 juin 1975, la direction des Affaires sociales est érigée en ministère à part entière. Le ministère des Affaires sociales est organisé par le décret n°75/723 de novembre 1975. Delphine Tsanga, économiste, est à la tête de ce département ministériel, il y a des services centraux et des services extérieurs. Il y avait deux départements : Le département de l'assistance privée et le département du développement social. Les services extérieurs étaient les services provinciaux des affaires sociales, les secteurs divisionnaires des affaires sociales et les postes sociaux. Le décret n°77/495 du 7 décembre 1977 fixe les conditions de fonctionnement et de création des structures sociales privées (OSP). Le décret n°78/056 du 23 février 1978 crée le Centre national de réhabilitation des personnes handicapées initié par le cardinal canadien Paul Emile Leger. Le décret n°80/199 du 9 juin 1980 crée l'École nationale des assistants sociaux (ENAAS) de Yaoundé. Une petite innovation intervient en 1981, avec le décret n°81/295 du 23 juillet, créant au sein du ministère des Affaires sociales, un service de l'autonomisation des femmes et de la défense sociale.
- Ministère de l'agriculture et du développement rural
- Le Contrôle supérieur de l'État : ministère de la présidence de la République
- Ministre délégué à la présidence chargé des relations avec les Assemblées

- Ministère du Commerce
- Ministère de la Communication

- Ministère de la Culture

- Ministère de la Défense

- Ministère de la présidence de la République

- Ministère du Développement urbain et de l'Habitat

- Ministère de l'Économie et des Finances

- Ministère des Finances (Cameroun)

- Ministère de l'Éducation de base

- Ministère de l'Élevage, de la Pêche et des Industries animales

- Ministère de l'Emploi et de la Formation professionnelle

- Ministère de l'Énergie et des Ressources hydrauliques

- Ministère de l'Enseignement secondaire

- Ministère des Enseignements secondaire et supérieur

- Ministère de l'Environnement et de la Protection de la nature au Cameroun

- Ministère de la Fonction publique et des Réformes administratives

- Ministère des Forêts et de la Faune

- Ministère de l'Industrie, des Mines et du Développement technologique

- Ministère de la Planification, de la Programmation et du Développement régional

- Ministère des Petites et moyennes entreprises, de l'Économie sociale et de l'Artisanat

- Ministère des Postes et Télécommunications

- Ministère de l'Émancipation des femmes et de la Famille

- Ministère de la Recherche scientifique et de l'Innovation

- Ministère des Relations extérieures

- Ministère de la Santé publique

- Ministère des Sports et de l'Éducation physique

- Ministère du Tourisme

- Ministère des Transports

- Ministère du Travail et de la Sécurité sociale

- Ministère des Travaux publics

- Ministère de la Justice

- Ministère de l'Administration territoriale et de la Décentralisation : La préparation, la mise en œuvre et l'évaluation de la politique gouvernementale en matière d'administration territoriale, de décentralisation et de protection civile s'inscrivent dans le cadre des missions assignées au MINATD. Il incombe au MINATD d'organiser les unités administratives territoriales, les chefferies et les services extérieurs, d'organiser les élections et les référendums nationaux et locaux conformément aux lois constitutionnelles. En assurant la préparation et l'application des lois et règlements et le maintien de l'ordre public, le MINATD agit en tant que garant des libertés publiques - associations et organisations politiques ; organisations religieuses ; mouvements, organisations et associations à but non lucratif. En tant que garant des pouvoirs de l'État, le MINATD supervise les activités des autorités régionales et locales. Le MINATD est également chargé de la prévention et de la gestion des risques liés aux catastrophes naturelles.

## Gouvernement régional
À l'origine, la république du Cameroun était divisée en provinces. L'appellation « régions » est apparue avec l'amendement de la Constitution de 1996. Les régions sont les principales subdivisions du Cameroun. Voici les dix régions du Cameroun : Adamaoua, Centre, Est, Extrême-Nord, Nord-Ouest, Ouest, Sud, Sud-Ouest, Littoral et Nord.
Compte tenu du fait que la loi n° 96-06 du 18 janvier 1996 n'est pas encore entrée en vigueur, une région est placée sous l'autorité d'un gouverneur nommé par décret présidentiel, ce qui signifie que le gouverneur représente l'autorité du président de la République et soutient implicitement l'autorité de l'État dans la province/région où il est nommé. Chaque ministre affecte à chaque région un délégué provincial compétent chargé de mettre en œuvre la politique de l'État dans sa province dans le cadre de la responsabilité attribuée à son département ministériel respectif. Par exemple, le ministre de la Santé publique nomme dans chaque province un délégué chargé de la santé publique pour coordonner la mission confiée au ministère de la Santé publique au niveau régional [citation nécessaire] Il en est de même pour tous les départements ministériels. Avec la collaboration des délégués provinciaux, le gouverneur assure l'administration générale et la coordination du travail de la fonction publique dans la province, à l'exception des aspects qui relèvent de la compétence du ministre de la justice. Il faut également noter que tous les fonctionnaires des collectivités locales sont des employés du ministère de l'Administration territoriale du gouvernement central, duquel les collectivités locales tirent également la majeure partie de leurs budgets. Comme le pays est subdivisé en régions, les régions sont subdivisées en départements.

## Administration du département
Le Cameroun compte 58 départements. Comme dans le modèle français, le chef-lieu d'un département est appelé préfecture. Un département est placé sous l'autorité d'un préfet nommé par décret présidentiel, ce qui signifie que le préfet exerce à la fois l'autorité de l'État et, implicitement, l'autorité de la région au niveau local. Chaque département ministériel nomme dans chaque département un délégué départemental chargé de préparer et de mettre en œuvre la politique de l'État dans son département dans le cadre de leur agenda respectif. Par exemple, le ministre de l'enseignement secondaire nomme dans chaque département un délégué chargé de l'enseignement secondaire afin de coordonner la mission confiée au ministère de l'enseignement secondaire au niveau local.

## Administration du district
Il faut reconnaître que le fait que le mot arrondissement soit traduit par « district » en anglais pose un problème dans le contexte des subdivisions au Cameroun. Les départements sont subdivisés en arrondissements, et les arrondissements sont à leur tour subdivisés en districts. Comme c'est le cas pour la division administrative française, le chef-lieu d'un arrondissement est une sous-préfecture. Un arrondissement est placé sous l'autorité d'un sous-préfet qui exerce l'autorité de l'État dans l'arrondissement.